# Vektorpotential
Das Vektorpotential ist im Bereich der Vektoranalysis ein Vektorfeld, dessen Rotation ein gegebenes Vektorfeld erzeugt.
Formal lautet die Definition eines Vektorpotentials {\displaystyle {\vec {A}}} für ein festes Vektorfeld {\displaystyle {\vec {V}}} mit dem Nabla-Operator {\displaystyle {\vec {\nabla }}}
{\displaystyle {\vec {V}}=\mathrm {rot} \,{\vec {A}}={\vec {\nabla }}\times {\vec {A}}}
Der Zusammenhang ist analog zum Skalarpotential und seinem Gradientenfeld.
Historisch war das magnetische Vektorpotential der Anlass, das Vektorpotential zu beschreiben. Es wurde eingeführt, um in der klassischen Elektrodynamik Berechnungen mit der magnetischen Flussdichte und der elektromagnetischen Induktion zu vereinfachen.

## Berechnung
Sei {\displaystyle {\vec {V}}\colon \mathbb {R} ^{3}\to \mathbb {R} ^{3}}
ein zweifach stetig differenzierbares, quellfreies Vektorfeld, das für {\displaystyle \lVert {\vec {x}}\rVert \to \infty } mindestens so schnell abfällt wie {\displaystyle {\frac {1}{\lVert {\vec {x}}\rVert }}}. Dann ist durch
{\displaystyle {\vec {A}}({\vec {x}})={\frac {1}{4\pi }}\int _{\mathbb {R} ^{3}}{\frac {\nabla _{y}\times {\vec {V}}({\vec {y}})}{\left\|{\vec {x}}-{\vec {y}}\right\|}}\,d^{3}y},
ein Vektorpotential {\displaystyle {\vec {A}}} von {\displaystyle {\vec {V}}} definiert.
Dies ist ein Spezialfall des Helmholtz-Theorems.

## Uneindeutigkeit
Das Vektorpotential eines quellfreien Vektorfeldes ist nicht eindeutig definiert. Ist {\displaystyle {\vec {A}}} ein Vektorpotential von {\displaystyle {\vec {V}}}, so ist auch
{\displaystyle {\vec {A}}+{\vec {\nabla }}f}
ein Vektorpotential von {\displaystyle {\vec {V}}} für beliebige, stetig differenzierbare Skalarfelder {\displaystyle f}. Dies folgt aus der Rotationsfreiheit von Gradientenfeldern. In der Physik wird diese Eigenschaft des Vektorpotentials unter dem Thema Eichtransformation behandelt.

## Eigenschaften des erzeugten Feldes
Wenn ein Vektorfeld durch ein Vektorpotential erzeugt werden kann, muss es ein quellfreies Vektorfeld sein.
Dies liegt daran, dass die Divergenz einer Rotation immer Null ist.
{\displaystyle \mathrm {div} \,{\vec {V}}=\mathrm {div} \,\mathrm {rot} \,{\vec {A}}=0}

## Anwendung
Das Vektorpotential wird vor allem in der Physik angewendet. Beispiele dafür sind
- das Magnetische Vektorpotential und
- das Elektrische Vektorpotential